# Molekulaember
A Molekulaember, valódi nevén Owen Reece egy kitalált szereplő, szuperbűnöző a Marvel Comics képregényeiben. A szereplőt Stan Lee és Jack Kirby alkotta meg. Első megjelenése a Fantastic Four 20. számában volt, 1963 novemberében.